# Konklave 1700
Das Konklave 1700 trat nach dem Tod von Papst Innozenz XII. († 27. September 1700) zusammen und tagte vom 9. Oktober 1700 bis zum 23. November 1700. Es dauerte 46 Tage und wählte Clemens XI. zum Papst.

## Kardinalskollegium

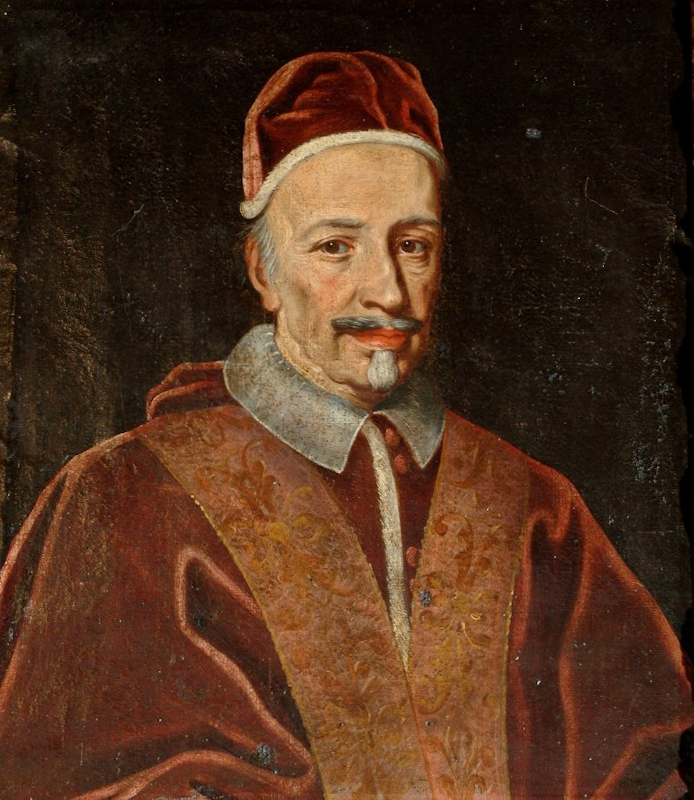
Innozenz XII.

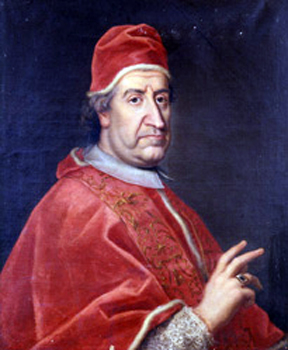
Clemens XI.

Als Papst Innozenz XII. starb, zählte das Kardinalskollegium 66 Kardinäle.

### Teilnehmer
Die 57 am Konklave teilnehmenden Kardinäle waren:
- Emmanuel Théodose de la Tour d’Auvergne, Kardinalbischof von Porto e Santa Rufina, Kardinalsubdekan
- Niccolò Acciaioli, Kardinalbischof von Frascati
- Gasparo Carpegna, Kardinalbischof von Sabina
- César d’Estrées, Kardinalbischof von Albano
- Carlo Barberini
- Pietro Francesco (Vincenzo Maria) Orsini de Gravina OP, Erzbischof von Benevento[Anm. 1]
- Francesco Nerli der Jüngere, ehemaliger Bischof von Assisi
- Galeazzo Marescotti
- Fabrizio Spada
- Giambattista Spinola der Ältere
- Savo Millini, Bischof von Nepi und Sutri
- Benedetto Pamphilj, O.S.Io.Hieros.
- Marcello Durazzo, Bischof von Faenza
- Marcantonio Barbarigo, Bischof von Montefiascone
- Étienne Le Camus, Bischof von Grenoble
- Pier Matteo Petrucci, CO
- Leandro Colloredo CO
- Gianfrancesco Negroni
- Fulvio Astalli
- Francesco Maria de’ Medici
- Pietro Ottoboni
- Bandino Panciatici
- Giacomo Cantelmo, Erzbischof von Neapel
- Ferdinando d’Adda
- Toussaint de Forbin de Janson, Bischof von Beauvais
- Giambattista Rubini, Bischof von Vicenza
- Francesco del Giudice
- Giambattista Costaguti
- Carlo Bichi
- Giuseppe Renato Imperiali
- Luigi Omodei der Jüngere
- Giovanni Francesco Albani[Anm. 2]
- Francesco Barberini der Jüngere
- Lorenzo Altieri
- Giacomo Antonio Morigia B, ehemaliger Erzbischof von Florenz
- Sebastiano Antonio Tanara
- Giacomo Boncompagni, Erzbischof von Bologna
- Taddeo Luigi dal Verme, Bischof von Imola
- Baldassare Cenci der Ältere, Erzbischof von Fermo
- Tommaso Maria Ferrari OP
- Giuseppe Sacripante
- Enrico Noris OSA, Bibliothekar der Heiligen Römischen Kirche
- Giambattista Spinola der Jüngere
- Henri Albert de La Grange d’Arquien
- Giorgio Cornaro, Bischof von Padua
- Pierre-Armand du Camboust de Coislin, Bischof von Orléans
- Fabrizio Paolucci, Bischof von Ferrara
- Vincenzo Grimani
- Niccolò Radulovich, Erzbischof von Chieti
- Giuseppe Archinto, Erzbischof von Mailand[Anm. 3]
- Andrea Santacroce
- Marcello d’Aste, Bischof von Ancona und Numana
- Daniello Marco Delfino, Bischof von Brescia
- Sperello Sperelli
- Giovanni Maria Gabrielli OCist
- Louis-Antoine de Noailles, Erzbischof von Paris
- Johann Philipp von Lamberg, Bischof von Passau

### Nicht am Konklave teilnehmende Kardinäle
Nicht am Konklave teilnehmen konnten die folgenden neun Kardinäle:
- Luis Manuel Fernández de Portocarrero, Kardinalbischof von Palestrina und Erzbischof von Toledo
- Pierre de Bonzi, Erzbischof von Narbonne
- Urbano Sacchetti, Bischof von Viterbo und Tuscania
- Leopold Karl von Kollonitsch, Erzbischof von Esztergom
- Michael Stephan Radziejowski, Erzbischof von Gniezno
- Pedro de Salazar Gutiérrez de Toledo OdeM, Bischof von Córdoba
- Wilhelm Egon von Fürstenberg, Bischof von Straßburg
- Luiz de Sousa, Erzbischof von Lissabon
- Francisco Antonio de Borja-Centelles y Ponce de Léon

Die im Konklave anwesenden Kardinäle wurden von folgenden Päpsten zum Kardinalat erhoben:
- Ein Kardinal unter dem Pontifikat von Innozenz X.
- Zwei Kardinäle unter dem Pontifikat von Clemens IX.
- Sechs Kardinäle unter dem Pontifikat von Clemens X.
- Elf Kardinäle unter dem Pontifikat von Innozenz XI.
- 14 Kardinäle unter dem Pontifikat von Alexander VIII.
- 23 Kardinäle unter dem Pontifikat von Innozenz XII.

Die Teilnehmerzahl stieg während des Konklaves von 38 auf 57 Kardinäle und fiel einen Tag vor Konklaveende wieder auf 56 Kardinäle. Der erfahrenste Teilnehmer an diesem Konklave war Carlo Barberini. Er war von Papst Innozenz X. am 23. Juni 1653 in den Kardinalsstand erhoben worden, mit diesem Konklave erlebte er die siebte Papstwahl.

## Verlauf
In der Frühe des 23. September starb Innozenz XII. im Quirinalspalast und wurde am 1. Oktober im Petersdom beigesetzt.
Entsprechend den Ordnungen der Römischen Kirche wurde am Abend des 9. Oktobers das Konklave begonnen und die Wahlräume wurden verschlossen. Bei der ersten Abstimmung waren 38 Kardinäle anwesend. Die Parteibildung war ähnlich der im vorangegangenen Konklave 1691: Der französischen Partei stand die kaiserliche Fraktion gegenüber und als dritte Gruppierung erschienen die streng kirchlich gesinnten Zelanti (Eiferer). Neben diesen drei Parteien gab es zu Beginn noch eine mittlere Gruppe, die sich im weiteren Verlauf des Konklaves der französischen Partei anschloss. Die Zusammensetzung der Parteien war nicht völlig eindeutig, doch die folgenden Zugehörigkeiten kristallisierten sich heraus:
- Kaiserliche Partei: Die Kardinäle de’ Medici, Giudice, Lamberg und Grimani
- Französische Partei: Die Kardinäle d’Estrées, Forbin, Coislin, Arquien, Le Camus und Noailles
- Zelanti: Die Kardinäle Carlo Barberini, Acciaioli, Orsini, Spinola, Millini, Durazzo, Barbarigo, Petrucci, Colloredo, Sacchetti, Negroni, Astalli, Morigia, Tanara, Boncompagni, Del Verme, Ferrari, Cenci, Sagripanti, Noris, Spinola d. J., Cornaro, Paolucci, Radulovich, Archinto, Santa Croce, d’Aste, Delfino, Sperelli und Gabrielli
- Mittelpartei: Die Kardinäle Altieri, Carpegna, Nerli, Marescotti, Spada, Ottoboni, Panciatici, Cantelmo, D´Adda, Rubini, Costaguti, Bichi, Imperiali, Albani, Omodei und Francesco Barberini.

In den beiden ersten Wochen versuchten die Parteien, ihre Möglichkeiten auszuloten. Der erste ernsthafte Kandidat war Galeazzo Marescotti, der von Papst Clemens X. erhoben worden war. Er war ein angesehenes Mitglied des Heiligen Kollegiums und wurde auch von den Zelanti unterstützt. Da die Franzosen einen möglichst schwachen Papst wünschten, traten sie in Opposition. Neben der Kandidatur Marescottis kam auch Kardinal Acciaioli ins Gespräch, doch widersprachen dem die Kaiserlichen. Kardinal Ottoboni versuchte Panciatici zu forcieren. Dieser war unter dem verstorbenen Papst Datar gewesen und hatte den Grundsatz vertreten, als Papst komme nur ein von den Fürstenhäusern unabhängiger Kandidat in Frage. Durch diese Äußerung erlangte er weder den Zuspruch der Kaiserlichen noch den der französischen Partei. Eine Wahl von Kardinal Morigia aus den Reihen der Zelanti hätte bei den weltlichen Machthabern Zuspruch gefunden, doch hielten die Zelanti selbst seine Qualitäten für ungenügend. In den weiteren Verhandlungen traten noch die Papabili Costaguti, Del Verme, Orsini und Colloredo auf, doch auch diese wurden rasch wieder fallengelassen.
Der Vorschlag für Gianfrancesco Albani kam von den Zelanti und fand bei allen Parteien Zustimmung. Doch Kardinal Albani weigerte sich hartnäckig, die Wahl anzunehmen. Durch vier Theologen, den Dominikaner Massoulié, den Franziskaner Varese, den Jesuiten Alfaro und den Theatiner Tomassi, ließ er die Frage prüfen, ob ein Kandidat, der sich der Aufgabe des Papsttums nicht gewachsen fühlt, bei einstimmiger Wahl mit ruhigem Gewissen diese ablehnen könne. Alle vier kamen überein, dass der Kardinal eine einstimmige Wahl annehmen müsse, sonst verstoße er gegen den Willen Gottes. Erst daraufhin gab Albani seine Einwilligung.
Am 22. November musste Giuseppe Archinto wegen einer Erkrankung das Konklave verlassen. Am folgenden Tag kam es unter den 56 verbleibenden Konklaveteilnehmern zu einer einstimmigen Wahl für Kardinal Albani. Obwohl Albani von Papst Alexander VIII. in den Kardinalsstand erhoben worden war, entschied er sich für den Namen Clemens XI. Seine Namenswahl wird darauf zurückgeführt, dass seine Papstwahl am Festtag des Heiligen Clemens, am 23. November, erfolgt war.